# Förenade Pedagogstudenter
Förenade PedagogStudenter (FPS) är ett partipolitiskt och religiöst obundet nätverk som verkar för lärarstudenter i Sverige. FPS har som ändamål att på nationell nivå vara en stark röst i de frågor som rör landets lärarutbildningar. Organisationen ska ha som en av sina viktigaste uppgifter att på lokal nivå stödja dess medlemmar i frågor kring lärarutbildning.  
Organisationen är uppbyggd genom att man har en ledningsgrupp som består av samordnare och fyra stycken ledamöter. Ledningsgruppen ansvarar för att ha kontakt med de studentkårer, eller motsvarande, som finns inom verksamhetsområdet. FPS anordnar en gång per termin ett konvent med olika fokusfrågor som man anser att man bör arbeta mer kring på nationell nivå. Exempel på fokusfrågor är; VFU-organisation, den nya lärarutbildningen, hur HBTQ-frågor arbetas med i utbildningen, etc.
FPS medlemmar är de studentkårer som medverkade på förra FPS-konventet.